# NGC 1379
NGC 1379 (другие обозначения — ESO 358-27, MCG -6-9-1, FCC 161, PGC 13299) — эллиптическая галактика (E) в созвездии Печь.
Этот объект входит в число перечисленных в оригинальной редакции «Нового общего каталога».
Галактика входит в Скопление Печи.
Галактика NGC 1379 входит в состав группы галактик NGC 1399. Помимо NGC 1379 в группу также входят ещё 41 галактика.
В NGC 1379 было найдено около 300 кандидатов в шаровые скопления, всего же их должно быть около 436.